# Markenelement
Markenelemente (im Engl. Brand Elements) bezeichnen alle Gestaltungsparameter einer Marke zur Kommunikation bzw. Markierung einer Leistung. „Als gestalterische Ausdrucksformen der Markenidentität tragen Markenelemente dazu bei, die mit einer Marke verbundenen Assoziationen zu optimieren und die Wiedererkennung zu maximieren.“ Baumgarth spricht auch von Brandingelementen und Burmann und Meffert von Markenleistungselementen. Zu den Markenelementen zählen u. a. Wort-/Bildmarken, Markennamen, Internet-Domains, Slogans, Jingles, Logos, Symbole und Schlüsselbilder sowie Produkt-/Verpackungsdesign und -haptik.
Dabei kann Kilian zufolge zwischen primären und sekundären Markenelementen unterschieden werden: „Während die primären Markenelemente eine Marke erst zur Marke werden lassen (Muss-Branding), reichern die optionalen sekundären Markenelemente die Markenidentität zusätzlich an (Kann-Branding). Primären und sekundären Markenelementen gemeinsam ist, dass sie als zentrale Input-größen die Corporate Communications (CC) maßgeblich prägen, unabhängig davon ob über die Medien (z. B. in TV-Spots oder Printanzeigen) oder persönlich (z. B. durch den Außendienst oder auf Events) kommuniziert wird.“
Markenelemente werden in der Produktgestaltung und Markenkommunikation fast immer in Kombination eingesetzt. Man spricht in diesem Zusammenhang dann von Markensignalen, z. B. einer Printanzeige, die aus den Markenelementen Name, Logo, Form, Schlüsselbild, Schrifttyp und Schlüsselbegriff besteht.